# Eigersund
Gmina Eigersund (norw. Eigersund kommune) – norweska gmina leżąca w regionie Rogaland. Jej siedzibą jest miasto Egersund.
Eigersund jest 232. norweską gminą pod względem powierzchni.

## Demografia
Według danych z roku 2005 gminę zamieszkuje 13 408 osób. Gęstość zaludnienia wynosi 31,21 os./km². Pod względem zaludnienia Eigersund zajmuje 78. miejsce wśród norweskich gmin.
|      | kobiety | mężczyźni | razem  |
| ---- | ------- | --------- | ------ |
| osób | 6717    | 6691      | 13 408 |
| %    | 50,1    | 49,9      | 100    |

|      | podstawowe | średnie | wyższe | nieznane |
| ---- | ---------- | ------- | ------ | -------- |
| osób | 2182       | 6330    | 1570   | 274      |
| %    | 21,07      | 61,12   | 15,16  | 2,65%    |

## Edukacja
Według danych z 1 października 2004:
- liczba szkół podstawowych (norw. grunnskolar): 11
- liczba uczniów szkół podstawowych: 2060

## Władze gminy
Według danych na rok 2011 administratorem gminy (norw. rådmann) jest Karl Johan Olsen, natomiast burmistrzem (norw. ordfører, d. borgermester) jest Terje Jr. Jørgensen.